# Марадішвілі Костянтин Кобович
Костянтин Кобович Марадішвілі (груз. კონსტანტინე მარადიშვილი, нар. 27 лютого 2000, Москва, Росія) — російський футболіст грузинського походження, опорний півзахисник клубу «Локомотив» (Москва).
На правах оренди грає в клубі «Нижній Новгород».

## Ігрова кар'єра

### Клубна
Костянтин Марадішвілі є вихованцем столичного клубу ЦСКА. У 2019 році футболіст підписав з клубом професійний контракт і в липні того року дебютував в основі "армійців".
23 червня 2020 року Марадішвілі перепідписав з клубом контракт і продовжив його дію до кінця сезрну 2024/25. Через чотири дні футболіст вперше вийшов у стартовому складі на матч чемпіонату країни.
2 вересня 2021 року півзахисник перейшов до складу московського «Локомотива» і підписав з клубом п'ятирічний контракт. За тиждень футболіст вперше вийшов на поле у новій команді.

### Збірна
Влітку 2019 року Костянтин Марадішвілі у складі юнацької збірної Росії (U-20) брав участь у міжнародному турнірі в Іспанії, де його команда дісталася фіналу.
З 2020 року Марадішвілі кілька разів викликався до складу молодіжної збірної Росії але з різних причин так і не з'явився на полі. Його дебют у молодіжній збірній відбувся лише у вересні 2021 року.